# Hamang papirfabrik

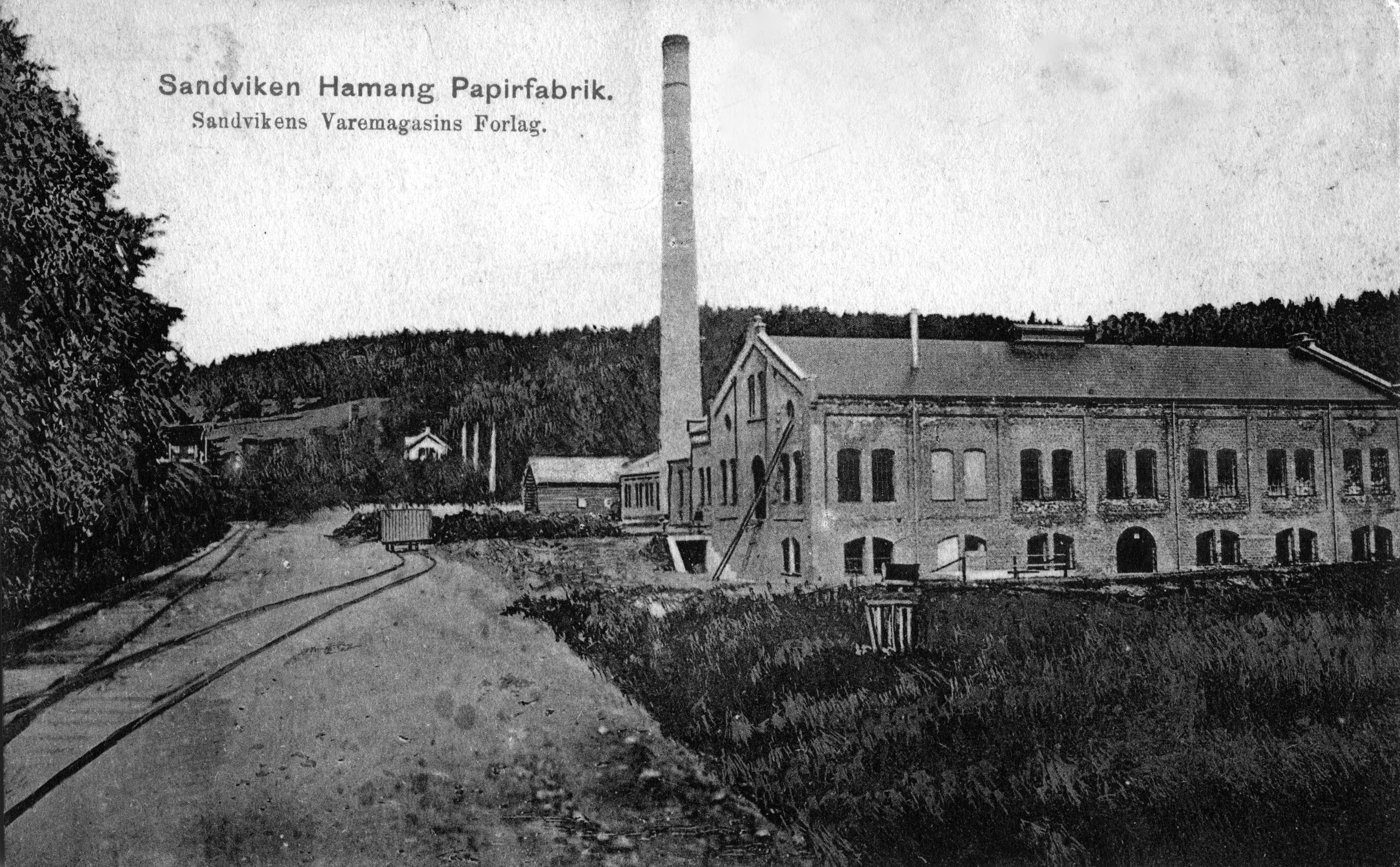

Hamang papirfabrik var ett pappersbruk utanför Sandvika i Norge som var i drift 1907–1981.
Fabriken tillverkade finare papperskvaliteter till den norska marknaden som tidigare måste importeras. Råvaror och färdigprodukter transporterades på järnväg via fabrikens eget sidospår till Sandvika station till år 1920 och senare med båt på Sandvikselva till Kadettangen för omlastning.
Den hade två pappersmaskiner med en total kapacitet på 6 000 ton om året. Produktionen bestod träfritt skriv- och tryckpapper senare även smörpapper. År 1938 utökades sortimentet med flera kvaliter och under andra världskriget tillverkades papper till mörkläggningsgardiner, frimärkspapper och sedelpapper.
Pappersbruket var med mer än 200 anställda den största arbetsplatsen i Sandvika under många år. Av de 230 anställda år 1924 var 60 kvinnor. När fabriken lades ned år 1981 hade den 110 anställda.
De gamla fabrikslokalerna har renoverats och hyrs ut till olika företag. Musikstudior har inretts i det gamla vattenreningsverket, den så kallade Tanken.